# Maison de Barclay de Tolly
La maison Barclay de Tolly (en estonien : Barclay de Tolly maja) ou la maison penchée de Tartu  (en estonien : Tartu viltune maja) est un bâtiment du quartier Kesklinn à Tartu en Estonie.

## Présentation
La maison Barclay de Tolly est un bâtiment classique situé à au bord de la place de l'hôtel de ville , entre les rues Kompanii tänav, et Magistri tänav.
Le musée d'art de Tartu est installé depuis 1988 dans la maison Barclay de Tolly.
La maison a été construite comme résidence en 1793.
La maison a une plaque commémorant Michel Barclay de Tolly, qui prétend à tort que le commandant et ministre de la guerre russe, Michel Barclay de Tolly, qui est devenu célèbre dans la Guerres napoléoniennes, vivait dans la maison.
En fait, sa veuve, née Helene Auguste Eleonore von Smitten, a acheté la maison après la mort du commandant en 1819.
De 1879 jusqu'à la fin du XXe siècle, il y avait une pharmacie au rez-de-chaussée.
Au début du XXème siècle, le pharmacien était l'écrivain Oskar Luts.
En 1897, le balcon soutenu par des corbeaux est supprimé de la façade du côté de la place de l'hôtel de ville.
Il a été restauré en 1985.
La fondation de la maison, du côté de la rivière Emajõgi, repose sur le mur d'enceinte de la ville de Tartu, l'autre côté est soutenu par des pieux.
En raison de l'affaissement du sol, la maison penchée est désormais appelée la tour de Pise de Tartu, bien que son inclinaison de 5,8° soit supérieure à celle de la tour de Pise.

## Galerie

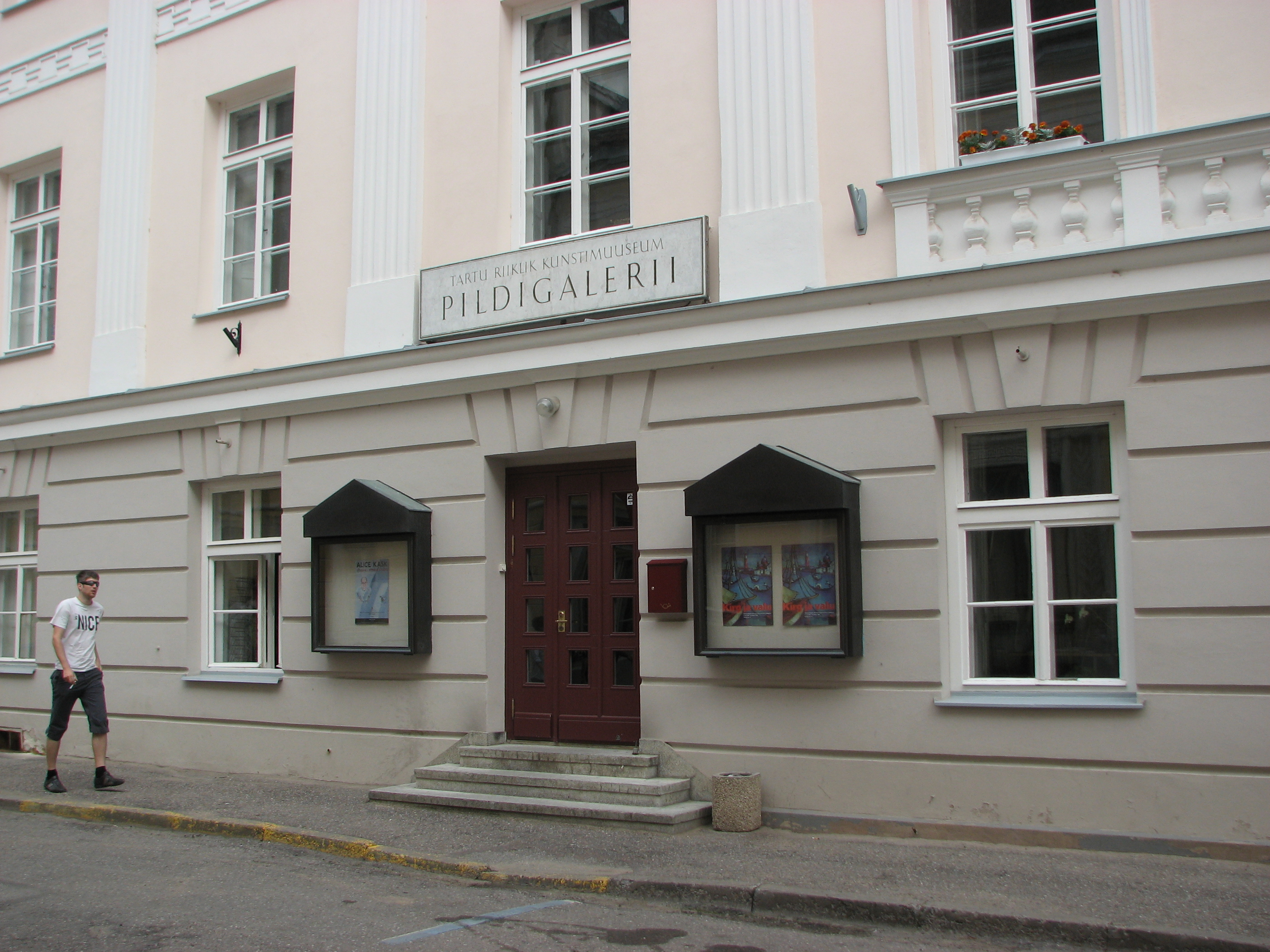
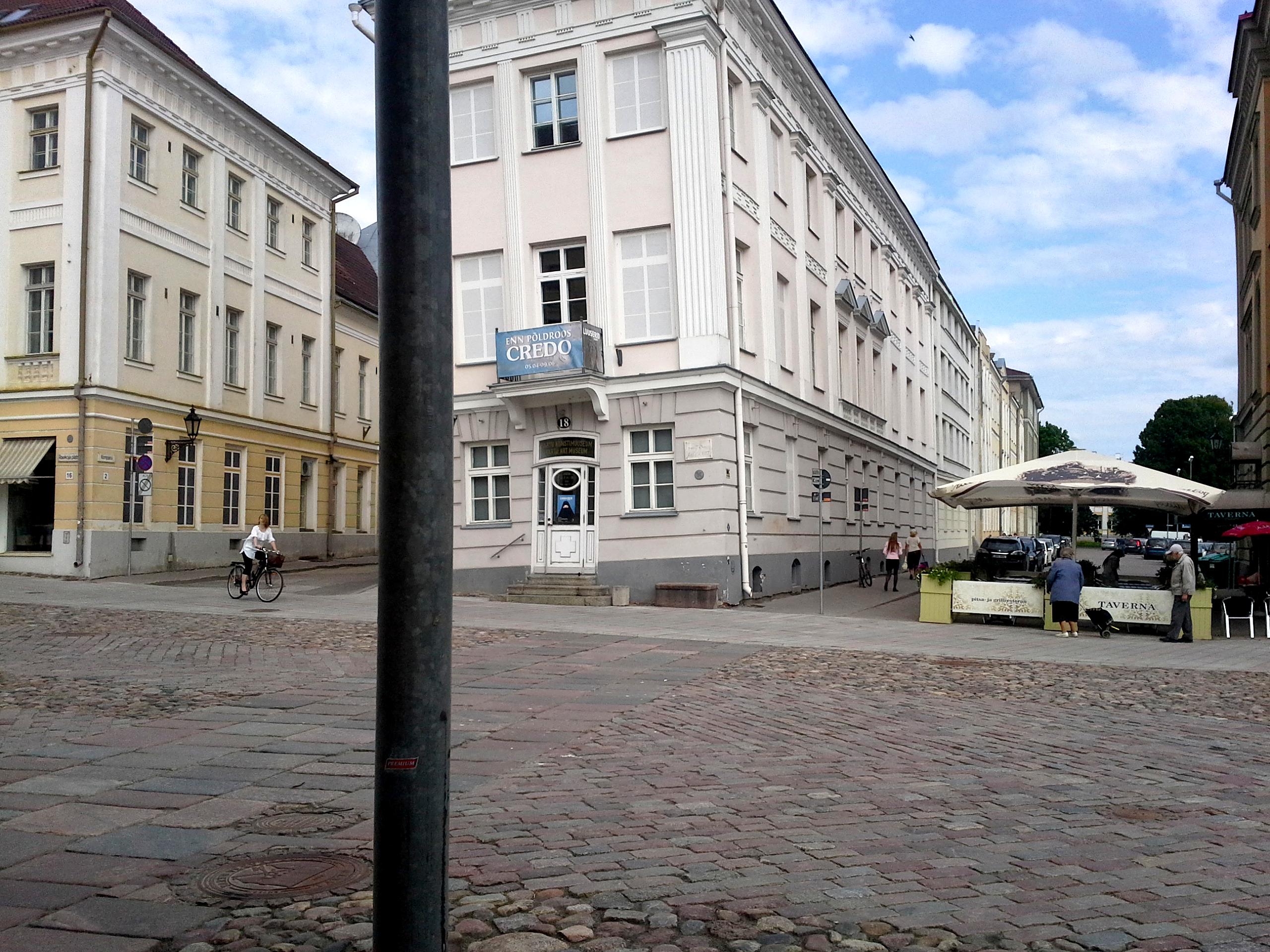
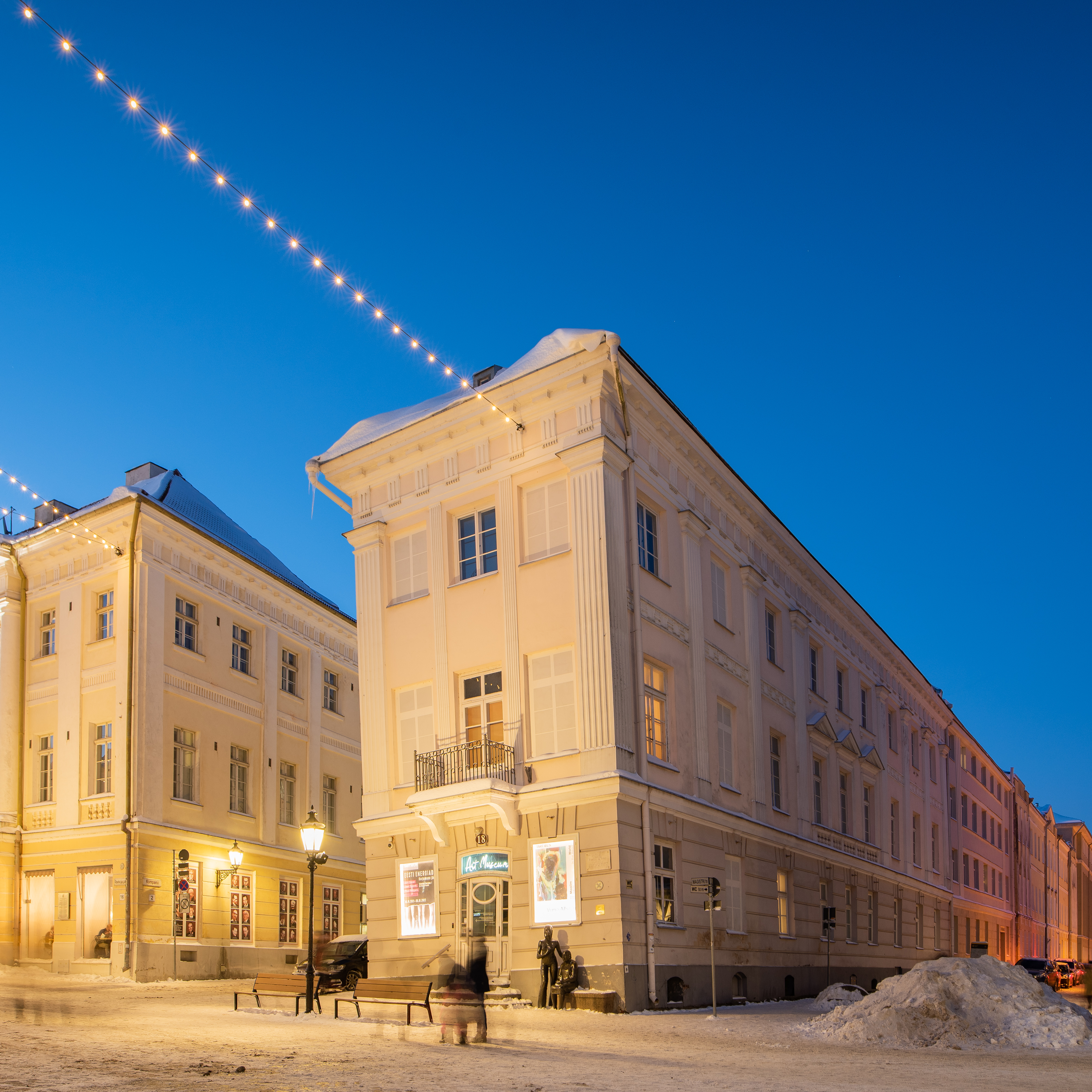